# アネトン
アネトン（あねとん、英文:aneton）はJNTLコンシューマーヘルスが製造し、アリナミン製薬（旧：武田コンシューマーヘルスケア）が販売するかぜ薬関連のブランド名称である。

## 製品概要
- 発売は1975年で、当時は鎮咳去痰薬として発売。後に鼻炎薬も発売し、着実にブランドを構築する。
- 2002年にイブプロフェン・クレマスチンフマル酸塩・ブロムヘキシン塩酸塩を配合した総合かぜ薬「アネトンi 総合感冒錠」を発売する。
- 2003年に日本初の塩酸プソイドエフェドリンを配合した鼻炎用内服薬「アネトンアルメディ鼻炎錠」を発売し、ファイザーの一般用医薬品部門では初の10億円越えのブランドに成長した。
- 2007年8月からは、ジョンソン・エンド・ジョンソンが事業を譲り受けた。CMキャラクターは常盤貴子だった。
- 2012年8月に禁煙補助剤「ニコレット」において既に日本での独占販売契約を締結している武田薬品工業が「アネトン」を含む他のブランドにおいても日本での独占販売契約を締結し、同年10月から武田薬品工業での販売を開始した。このタイミングでTVCMが新バージョンとなり、仲程カンナが起用されている[1]。販売移管に伴い、製品の問い合わせ先も武田薬品工業に変更したが、「アネトンせき止めZ液 分包」は販売提携の形態をとっているため、問い合わせ先が従来通りジョンソン・エンド・ジョンソンとなっている。
- 同社ではすでに自社ブランドの「ベンザ」を販売しており、これにより、「アネトン」と「ベンザ」の2ブランド体制となった。
- 日本国内向けコンシューマーヘルスケア事業の分社化に伴い、2017年4月に武田コンシューマーヘルスケア（現：アリナミン製薬）へ移管した。

## 歴史
- 1975年 - 台糖ファイザーが一般用医薬品事業（CHC事業部）の開始とともに、鎮咳去痰薬「アネトン」を発売。
- 1989年6月1日 - 「台糖ファイザー株式会社」から「ファイザー製薬株式会社」に社名変更。
- 2000年5月 - ファイザー製薬が生薬配合の持続型鼻炎用内服薬「アネトン鼻炎カプセル持続性」を発売。
- 2000年10月 - ファイザー製薬が医薬部外品ドリンク剤「アネトンメイト」を発売
- 2001年7月 - ファイザー製薬が鎮咳去痰薬「アネトンせき止めZ液」と「アネトンせき止めシロップ小児用」の価格を見直し、パッケージデザインをリニューアル。「せき止めアネトン顆粒」もパッケージリニューアル。
- 2002年5月 - ファイザー製薬が3つの基準外成分を配合した総合かぜ薬「アネトンi<アイ>総合感冒錠」とイブプロフェンにビタミンCを配合した風邪薬「アネトンi<アイ>細粒」を発売。
- 2002年7月 - ファイザー製薬が子供用かぜ薬「アネトンシロップ小児用」の価格を見直し、パッケージリニューアル。
- 2002年9月 - ファイザー製薬が医薬部外品ドリンク剤「アネトン37」を発売
- 2002年12月 - ファイザー製薬が日本で初めて塩酸プソイドエフェドリンを配合した鼻炎用内服薬「アネトンアルメディ鼻炎錠」を発売
- 2003年8月1日 - ファイザー製薬とファルマシアが統合し、ファイザーに商号変更。総合かぜ薬「アネトンi<アイ>総合感冒錠」に18錠（PTP包装）を追加発売。同時に瓶入りもマイナーチェンジ。PPA問題に対処するため、鼻炎用内服薬「アネトン鼻炎カプセル持続性」の販売を中止。
- 2004年7月 - ファイザーが総合かぜ薬「アネトンi<アイ>総合感冒錠」に36錠（PTP包装）を追加発売
- 2004年8月 - ファイザーが錠剤タイプの鎮咳去痰薬「アネトンせき止めZ錠」を発売
- 2004年11月 - ファイザーが点鼻スプレー「アネトンコールタイジン」を発売
- 2005年8月 - ファイザーが「アネトン鼻すっきりアロマ」、「朝・昼用」と「夜用」のかぜ薬をひとつのパッケージにした「アネトンi<アイ>総合感冒カプレット 昼・夜タイプ」を発売
- 2005年9月 - ファイザーが鎮咳去痰薬「アネトンせき止めZ液 分包」を発売
- 2005年11月 - ファイザーが鼻炎用内服液「アネトンアルメディ鼻炎液分包」を発売
- 2006年2月 - ファイザーが「アネトン鼻すっきりアロマ」に「強力タイプ つめかえ用」を追加発売
- 2006年11月 - ファイザーが持続性型鼻炎用内服薬「アネトンアルメディ鼻炎カプセルSR」を発売
- 2007年8月 - ジョンソン・エンド・ジョンソンがファイザーの一般用医薬品事業を譲受ける。これにより、「アネトン」はジョンソン・エンド・ジョンソンが発売する
- 2008年6月 - ジョンソン・エンド・ジョンソンが鎮咳去痰薬「アネトンせき止めZ液」、「アネトンせき止めZ錠」、「アネトンせき止め顆粒」のパッケージをリニューアルし、「せき止めZ錠（36錠→48錠）」、「せき止め顆粒（12包→16包）」の容量を増量。
- 2009年2月 - かぜ薬「アネトンi<アイ>シリーズ」、鎮咳去痰薬「アネトンせき止めZ液 分包」、鼻炎用内服薬「アネトンアルメディ鼻炎カプセルSR」を廃止。既存の「アネトンアルメディ鼻炎錠」と「アネトンコールタイジン」のパッケージデザインをリニューアル（せき止めシリーズとデザインを統一し、緑のパッケージに）。
- 2009年6月1日 - 薬事法の改正に伴い、第1類医薬品に分類される「アネトンせき止め顆粒」が一部の店舗（薬剤師が常駐するドラッグストア、薬局）のみの取扱になる。
- 2010年8月 - ジョンソン・エンド・ジョンソンが鎮咳去痰薬「アネトンせき止めZ液 分包」を約1年半ぶりに再発売。今回は"お試しタイプ"の位置づけとなった。
- 2012年10月 - 同年8月に締結した日本における独占販売契約に基づき、販売を武田薬品工業へ移管（「せき止めZ液 分包」は販売提携扱い）。
- 2017年4月 - 日本国内向けコンシューマーヘルスケア事業の分社化に伴い、武田コンシューマーヘルスケア（現：アリナミン製薬）へ移管。
- 2017年6月 - 従来の「アネトンせき止めZ」シリーズ（液・液 分包・錠）からリゾチーム塩酸塩を省いた「アネトンせき止め液」・「アネトンせき止め液 分包」・「アネトンせき止め錠」を発売。
- 2022年11月 - ジョンソン・エンド・ジョンソンのコンシューマーカンパニーとドクターシーラボの統合によりJNTLコンシューマーヘルスが発足したことに伴い、製造販売元（「アネトンせき止め液 分包」は販売元）がJNTLコンシューマーヘルスへ変更。

## 製品ラインナップ
鎮咳去たん薬
- アネトンせき止め液【指定第2類医薬品】 - シロップタイプ（レモンティー風味）。リゾチーム塩酸塩を省く処方変更に加えて服用年齢も見直され、「アネトンせき止めZ液」の"生後3ヶ月以上"から"12歳以上"に引き上げられた。
- アネトンせき止め液 分包【指定第2類医薬品】 - 「アネトンせき止め液」を1回分ごとのスティック包装にしたもの。1回分が10ml入りのため、服用年齢は"15歳以上"となる（製造販売元:パナケイア製薬）。
- アネトンせき止め錠【指定第2類医薬品】 - 錠剤タイプ（フィルムコーティング錠）。リゾチーム塩酸塩を省く処方変更に加えて服用年齢も見直され、「アネトンせき止めZ錠」の"11歳以上"から"12歳以上"に引き上げた。
- アネトンせき止め顆粒【第1類医薬品】 - 顆粒タイプ。本品は「アネトンせき止め液」や「アネトンせき止め錠」と一部処方が異なり、無水カフェインとセネガ乾燥エキスに替わり、テオフィリンとグアヤコールスルホン酸カリウムが配合されている。2017年4月に服用年齢が見直され、従来の"8歳以上"から"12歳以上"に引き上げた。

鼻炎用薬
- アネトンアルメディ鼻炎錠【指定第2類医薬品】 - 錠剤タイプの鼻炎用内服薬（プソイドエフェドリン塩酸塩+4種類の生薬配合）。服用年齢は11歳以上。

### 販売終了品
かぜ薬
- 新アネトンカプセル
- アネトンかぜ発泡錠
- アネトンシロップ小児用
- アネトンi<アイ>総合感冒カプレット 昼・夜タイプ
- アネトンi<アイ>総合感冒錠
- アネトンi<アイ>細粒

鎮咳去痰薬
- アネトンせき止めシロップ小児用
- アネトンせき止めZ液【指定第2類医薬品】 - 「アネトンせき止め液」へ継承のため廃止
- アネトンせき止めZ液 分包【指定第2類医薬品】 - 「アネトンせき止め液 分包」へ継承のため廃止（製造販売元:パナケイア製薬）。
- アネトンせき止めZ錠【指定第2類医薬品】- 「アネトンせき止め錠」へ継承のため廃止

点鼻薬
- アネトンコールタイジン【第2類医薬品】 - 独立ブランドの「コールタイジン点鼻薬【指定第2類医薬品】」へ継承のため廃止

鼻炎用内服薬
- アネトン鼻炎カプセル持続性
- アネトンアルメディ鼻炎液分包
- アネトンアルメディ鼻炎カプセルSR - カプレット（カプセル型錠剤）タイプとはなるものの、「ベンザ鼻炎薬α<1日2回タイプ>【指定第2類医薬品】」が代替品となる。

ドリンク剤【医薬部外品】
- アネトンメイト
- アネトン37 - 「ベンザブロック滋養内服液【指定医薬部外品】」が代替品となる。

雑貨
- アネトン鼻すっきりアロマ
- アネトン鼻すっきりアロマ 強力タイプ つめかえ用